# Championnat de Croatie de football 1992
Navigation
Saison suivante
La saison 1992 du Championnat de Croatie de football est la première édition de la première division croate à poule unique, la Prva HNL. Les 12 clubs jouent les uns contre les autres lors de rencontres disputées en matchs aller et retour.
C'est l'Hajduk Split qui termine en tête du championnat.  C'est le premier titre de champion de Croatie de son histoire.
Aucun club croate ne peut participer aux Coupes d'Europe car la fédération croate de football n'est reconnue officiellement par l'UEFA qu'en juin 1993.

## Les 12 clubs participants
| - Hajduk Split - NK Zagreb - NK Osijek - NK Inter Zapresic - HASK Gradjanski Zagreb - NK Rijeka | - NK GOSK Dubrovnik - NK Varteks Varazdin - HNK Cibalia - NK Zadar - HNK Šibenik - NK Istra 1961 |

## Compétition

### Classement
Le barème de points servant à établir le classement se décompose ainsi :
- Victoire : 2 points
- Match nul : 1 point
- Défaite : 0 point